# Plusiophaes costimacula
Plusiophaes costimacula là một loài bướm đêm trong họ Noctuidae.